# Acetitomaculum
Acetitomaculum è un genere di batterio appartenente alla famiglia delle Lachnospiraceae.